# Črna gora
Črna gora (črnogorsko Crna Gora/Црна Гора, v drugih jezikih Montenegro) je majhna gorata republika na Balkanu, ki na severovzhodu meji na Srbijo, na vzhodu meji na Kosovo, na jugozahodu meji na Jadransko morje, na zahodu na Hrvaško ter Bosno in Hercegovino, na jugovzhodu pa na Albanijo. Po osamosvojitvi 3. junija 2006 je ena od najmlajših držav na svetu.

## Zgodovina
Črna gora je bila pod imenom Duklja samostojna že od leta 1042 in se je tudi pozneje uspešno upirala vojnim prodorom osmanske Turčije. Njena samostojnost je bila po vojnih uspehih kneza Nikole mednarodno potrjena tudi na berlinskem kongresu leta 1878.
Po koncu prve svetovne vojne se je takratna kraljevina Črna gora združila s Srbijo, takoj nato pa še z ostalimi južnoslovanskimi narodi iz bivše Avstro-Ogrske v enotno jugoslovansko državo.
Po razpadu SFRJ se Črna gora ni odločila za samostojnost, pač pa je leta 1992 skupaj s Srbijo oblikovala Zvezno republiko Jugoslavijo (ZRJ), ki se je leta 2003 preimenovala v Državno skupnost Srbije in Črne gore. 21. maja 2006 je potekal referendum, na katerem se je večina s 55,6 % opredelila za samostojno državo. Mednarodna skupnost je za veljavnost referenduma zahtevala vsaj 55 %.
3. junija 2006 je Črna gora razglasila neodvisnost in samostojnost, s čimer je Državna skupnost Srbije in Črne gore propadla kot preostanek nekdanje Jugoslavije. Po ustavi je Srbija prevzela vsa članstva v mednarodnih organizacijah.
Islandija je kot prva država priznala Črno goro za samostojno in neodvisno državo 8. junija 2006. Temu so sledili še Švica, Ruska federacija (11. junij), Hrvaška, Makedonija, Turčija, Bolgarija, Združene države Amerike (12. junij). Slovenija je Črno goro priznala 20. junija 2006, naslednji dan, 21. junija, pa je bila sprejeta v OVSE.
Slovenija je bila prva država, ki je v Črni gori odprla svoje veleposlaništvo in sicer 23. junija 2006.

## Demografija
Ob zadnjem popisu prebivalstva, decembra 2023, je imela Črna gora 623.633 prebivalcev. Največje etnične skupine, ki prebivajo na področju republike, so:
- Črnogorci: 256 436 (41,12 %)
- Srbi:      205 370 (32,93 %)
- Bošnjaki:  58 956  (9,45 %)
- Albanci:   30 978  (4,97 %)
- Rusi: 12 824 (2,06 %)

Za Slovence se je opredelilo 264 oseb oziroma 0,04 % vsega prebivalstva.
63% prebivalstva živi v urbanih naseljih.
Kot materni jezik je ob zadnjem popisu 43,18 % prebivalcev navedlo srbščino, 34,52 % črnogorščino, 6,97 % bosanščino, 5,25 % albanščino, 2,36 % ruščino in 2,08 % srbohrvaščino.
71,10 % prebivalcev se je opredelilo za pripadnike pravoslavne vere, 19,99 % za muslimane in 3,27 % za katolike. Ateistov, agnostikov in tistih, ki verske pripadnosti niso navedli, je bilo skupaj 4,79 %.

## Geografija
Nekaj večjih mest po številu prebivalcev:                         
- Podgorica - (155.725)
- Nikšić - (56.970)
- Herceg Novi - (19.536)
- Pljevlja - (19.489)
- Bar - (17.649)
- Bijelo Polje - (15.400)
- Cetinje - (14.093)
- Berane - (11.073)

Velikost Črne gore je 13.812 km².